# Port Costa
Port Costa és una concentració de població designada pel cens dels Estats Units a l'estat de Califòrnia. Segons el cens del 2000 tenia 232 habitants.

## Demografia
Segons el cens del 2000, Port Costa tenia 232 habitants, 108 habitatges, i 60 famílies. La densitat de població era de 131,7 habitants/km².
Dels 108 habitatges en un 20,4% hi vivien nens de menys de 18 anys, en un 46,3% hi vivien parelles casades, en un 3,7% dones solteres, i en un 44,4% no eren unitats familiars. En el 34,3% dels habitatges hi vivien persones soles el 8,3% de les quals corresponia a persones de 65 anys o més que vivien soles. El nombre mitjà de persones vivint en cada habitatge era de 2,15 i el nombre mitjà de persones que vivien en cada família era de 2,8.
Per edats la població es repartia de la següent manera: un 15,5% tenia menys de 18 anys, un 4,7% entre 18 i 24, un 28% entre 25 i 44, un 37,5% de 45 a 60 i un 14,2% 65 anys o més.
L'edat mediana era de 46 anys. Per cada 100 dones de 18 o més anys hi havia 110,8 homes.
La renda mediana per habitatge era de 61.429 $ i la renda mediana per família de 61.429 $. Els homes tenien una renda mediana de 40.769 $ mentre que les dones 58.000 $. La renda per capita de la població era de 33.563 $. Entorn del 9,7% de les famílies i el 10,7% de la població estaven per davall del llindar de pobresa.

## Poblacions properes
El següent diagrama mostra les poblacions més properes.